# Vibrate: The Best of Rufus Wainwright
Vibrate: The Best of Rufus Wainwright è un album discografico di raccolta del cantautore canadese Rufus Wainwright, pubblicato nel 2014.

## Tracce
Tutte le tracce sono di Rufus Wainwright tranne dove indicato.
Standard edition
1. Going to a Town – 4:07
2. Out of the Game – 4:06
3. Me and Liza – 3:21 (Guy Chambers, Wainwright)
4. Hallelujah – 4:12 (Leonard Cohen)
5. Oh What a World – 4:25
6. April Fools – 5:03
7. Poses – 5:01
8. Cigarettes and Chocolate Milk – 4:42
9. Vibrate – 2:45
10. The One You Love – 3:45
11. I Don't Know What It Is – 4:53
12. The Art Teacher – 3:53
13. Go or Go Ahead – 6:40
14. Dinner at Eight – 4:34
15. Foolish Love – 5:46
16. Sometimes You Need – 3:23
17. Grey Gardens – 3:06
18. Tiergarten – 3:27

CD Bonus edizione Deluxe
1. Bitter Tears – 3:33
2. The Maker Makes – 3:49
3. Across the Universe – 4:09 (John Lennon, Paul McCartney)
4. La Complainte de la Butte – 3:08 (George Van Parys, Jean Renoir)
5. Chelsea Hotel No. 2 – 3:56 (Cohen, Ron Cornelius)
6. Chic and Pointless – 3:49
7. WWIII – 3:57 (Chambers, Wainwright)
8. Jericho – 3:42
9. Montauk – 3:54
10. If Love Were All – 2:40 (Noël Coward)
11. Do It Again – 5:10 (Buddy DeSylva, George Gershwin)
12. Zing! Went the Strings of My Heart – 2:36 (James F. Hanley)
13. Memphis Skyline – 4:46
14. Martha – 3:17
15. One Man Guy – 4:44 (Loudon Wainwright III)
16. BBC Interview with Jo Whiley (estratto da un'intervista alla BBC con Jo Whiley) – 0:58